# Liste des souverains d'Oman
Cet article est une liste des souverains d'Oman.

## Liste des imams (751-1406)
| Nom                           | Nom en écriture arabe | Résidence | Début du règne |
| ----------------------------- | --------------------- | --------- | -------------- |
| Al-Julanda bin Mas'ood        | الجلندى بن مسعود      | ?         | 751            |
| Mohammed bin Abi Affan        | محمد بن أبي عفان      | Nizwa     | ?              |
| Al-Warith bin Ka'ab           | الوارث بن كعب         | Nizwa     | 801            |
| Ghassan bin Abdullah          | غسان بن عبد الله      | Nizwa     | 807            |
| Abdulmalik bin Humaïd         | عبد المالك بن حميد    | ?         | 824            |
| Al-Muhanna bin Jayfar         | المهنا بن جيفر        | Nizwa     | 840            |
| Al-Salt bin Malik             | الصلت بن مالك         | ?         | 851            |
| Rashid bin Al-Nadhar          | راشد بن النظر         | ?         | 886            |
| Azzan bin Tamim               | عزان بن تميم          | Nizwa     | 890            |
| Mohammed bin Al-Hassan        | محمد بن الحسن         | ?         | 897            |
| Azzan bin Al-Hazbar           | عزان بن الهزبر        | ?         | 898            |
| Abdullah bin Mohammed         | عبد الله بن محمد      | ?         | 899            |
| Al-Salt bin Al-Qasim          | الصلت بن القاسم       | ?         | 900            |
| Al-Husn bin Saïd              | الحسن بن سعيد         | ?         | 900            |
| Al-Hawari bin Matraf          | الحواري بن مطرف       | ?         | 904            |
| Omar bin Mohammed             | عمر بن محمد           | ?         | 912            |
| Mohammed bin Yazid            | محمد بن يزيد          | ?         | ?              |
| Al-Hakm bin Al-Milaa Al-Bahri | الحكم بن الملا البحري | Nizwa     | ?              |
| Saïd bin Abdullah             | سعيد بن عبد الله      | ?         | 939            |
| Rashid bin Waleed             | راشد بن الوليد        | Nizwa     | ?              |
| Al-Khalil bin Shadhan         | الخليل بن شاذان       | ?         | 1002           |
| Rashid bin Saïd               | راشد بن سعيد          | ?         | 1032           |
| Hafs bin Rashid               | حفص بن راشد           | ?         | 1068           |
| Rashid bin Ali                | راشد بن علي           | ?         | 1054           |
| Musa bin Jabir                | ابن جابر موسى         | Nizwa     | 1154           |
| Malik bin Aly                 | مالك بن علي           | ?         | 1406           |

## Liste des imams et sayyids d'Oman (depuis 1406)

### Dynastie Nabhan (1406-1624)
| Nom                   | Règne       | Notes                                            |
| --------------------- | ----------- | ------------------------------------------------ |
| Makhzum bin al Fallah | 1406 – 1435 |                                                  |
| Abul Hassan of Oman   | 1435 – 1451 |                                                  |
| Omar bin al Khattab   | 1451 – 1490 |                                                  |
| Omar al Sharif        | 1490 – 1500 |                                                  |
| Muhammad bin Ismaïl   | 1500 – 1529 | - Protectorat portugais imposé le 15 avril 1515. |
| Bakarat bin Muhammad  | 1529 – 1560 |                                                  |
| Abdulla bin Muhammad  | 1560 – 1624 |                                                  |

### Dynastie Yaruba (1624-1742)
| Nom                                         | Règne        | Notes                                                                                   |
| ------------------------------------------- | ------------ | --------------------------------------------------------------------------------------- |
| Nasir ibn Murshid (mort le 14 avril 1649)   | r. 1624-1649 |                                                                                         |
| Sultan ibn Saïf (mort vers 1679)            | r. 1649-1679 | - Cousin de Nasir ibn Murshid.                                                          |
| Bil'arab ibn Sultan (mort en 1692)          | r. 1679-1692 | - Fils de Sultan ibn Saïf.                                                              |
| Saïf ibn Sultan (mort le 4 octobre 1711)    | r. 1691-1711 | - Fils de Sultan bin Saïf.                                                              |
| Sultan II ibn Saïf (mort en 1718)           | r. 1711-1718 | - Fils de Saïf ibn Sultan.                                                              |
| Saïf II ibn Sultan (vers 1706-1743)         | r. 1718-1719 | - Fils de Sultan II ibn Saïf. - Déposé en faveur de son grand-oncle Muhanna ibn Sultan. |
| Muhanna ibn Sultan (mort en 1720)           | r. 1719-1720 | - Fils de Saif ibn Sultan. - Déposé et assassiné.                                       |
| Saïf II ibn Sultan (vers 1706-1743)         | r. 1720-1722 | - Restauré. - Déposé en faveur de son cousin Ya'arab ibn Bel'arab.                      |
| Ya'arab ibn Bel'arab (mort le 16 mars 1723) | r. 1722-1723 | - Cousin de Saïf II ibn Sultan. - Déposé.                                               |
| Saïf II ibn Sultan (vers 1706-1743)         | r. 1723-1724 | - Restauré. - Déposé en faveur de Muhammad ibn Nasir.                                   |
| Muhammad ibn Nasir (mort en mars 1728)      | r. 1724-1728 | - N'appartient pas à la dynastie Yaruba.                                                |
| Bal'arab bin Himyar (mort en 1749)          | r. 1728-1737 | - Cousin de Saïf II ibn Sultan, il ne contrôle que l'intérieur des terres. - Abdique.   |
| Saïf II ibn Sultan (vers 1706-1743)         | r. 1728-1742 | - Restauré, il ne contrôle que le littoral. - Déposé.                                   |
| Sultan ibn Murshid (mort en 1743)           | r. 1742-1743 | - Cousin de Saif bin Sultan II.                                                         |
| Bal'arab bin Himyar (mort en 1749)          | r. 1743-1749 | - Réélu. - Tué en affrontant Ahmed ibn Saïd.                                            |

### Dynastie al-Saïd (depuis 1749)
| Nom                                                 | Date de début    | Date de fin       | Notes                                                                              |
| --------------------------------------------------- | ---------------- | ----------------- | ---------------------------------------------------------------------------------- |
| Ahmed ibn Saïd (1710 – 15 décembre 1783)            | 10 juin 1744     | 15 décembre 1783  | - Fondateur de la dynastie al-Saïd.                                                |
| Saïd ibn Ahmad (mort en 1803)                       | 15 décembre 1783 | 1786              | - Fils d'Ahmed ibn Saïd. - Déposé.                                                 |
| Hamad ibn Saïd (mort le 13 mars 1792)               | 1786             | 13 mars 1792      | - Fils de Saïd ibn Ahmad.                                                          |
| Sultan ibn Ahmad (mort le 20 novembre 1804)         | 13 mars 1792     | 20 novembre 1804  | - Fils d'Ahmed ibn Saïd.                                                           |
| Salim ibn Sultan (en) (mort en 1821)                | 20 novembre 1804 | 14 septembre 1806 | - Fils de Sultan ibn Ahmad. - Règne conjointement avec son frère Saïd.             |
| Saïd ben Sultan (5 juin 1797 – 19 octobre 1856)     | 20 novembre 1804 | 19 octobre 1856   | - Fils de Sultan ibn Ahmad. - Règne conjointement avec son frère Salim, puis seul. |
| Thuwaïni ibn Sultan (1821 – 11 février 1866)        | 19 octobre 1856  | 11 février 1866   | - Assassiné par son fils Salim.                                                    |
| Salim ibn Thuwaïni (mort le 7 décembre 1876)        | 11 février 1866  | 3 octobre 1868    | - Fils de Thuwaïni ibn Sultan. - Déposé par son cousin Azzan.                      |
| Azzan ibn Qaïs (mort le 30 janvier 1871)            | 3 octobre 1868   | 30 janvier 1871   | - Assassiné par son cousin Turki ibn Saïd.                                         |
| Turki ibn Saïd (1832 – 4 juin 1888)                 | 30 janvier 1871  | 4 juin 1888       | - Fils de Saïd ben Sultan al-Busaïd.                                               |
| Faïsal ibn Turki (8 juin 1864 – 4 octobre 1913)     | 4 juin 1888      | 4 octobre 1913    | - Fils de Turki ibn Saïd. - Protectorat britannique imposé le 20 mars 1891.        |
| Taïmour ibn Faïsal (1886 – 28 janvier 1965)         | 5 octobre 1913   | 10 février 1932   | - Fils de Faïsal ibn Turki. - Abdique en faveur de son fils Saïd.                  |
| Saïd ibn Taimour (13 août 1910 – 19 octobre 1972)   | 10 février 1932  | 23 juillet 1970   | - Fils de Taïmour ibn Faïsal. - Déposé par son fils Qabus.                         |
| Qabus ibn Saïd (18 novembre 1940 - 10 janvier 2020) | 23 juillet 1970  | 10 janvier 2020   | - Fils de Saïd ibn Taimour. - Fin du protectorat britannique le 2 décembre 1971.   |
| Haïtham ben Tariq (13 octobre 1954)                 | 11 janvier 2020  | En cours          | - Cousin de son prédécesseur. - Fils de Tariq ibn Taïmour.                         |